# Michael E. Ryan
Michael E. Ryan, född den 24 december 1941, är en amerikansk pensionsavgången general i USA:s flygvapen. 
Ryan var mellan 1997 och 2001 USA:s flygvapenstabschef: en befattning som hans far, general John D. Ryan, också hade varit mellan 1969 och 1973.

## Biografi
Ryan tog examen från United States Air Force Academy i 1965 års avgångsklass. Han utbildades till jaktpilot och deltog i Vietnamkriget där han flög över 100 stridsuppdrag i F-4 Phantom II över Nordvietnam från Thailand och erhöll Distinguished Flying Cross. 1970 genomgick Ryan instruktörskurs vid United States Air Force Fighter Weapons School på Nellis Air Force Base. Under 1976 gick Ryan på Air Command and Staff College på Maxwell Air Force Base och tog samtidigt en MBA från Auburn University.
Ryan var som generallöjtnant 1933 först assistent till USA:s försvarschef (Colin Powell och dennes efterträdare John Shalikashvili) och var i den rollen sambandsperson med USA:s utrikesdepartement och medföljde på utlandsresor med USA:s utrikesminister Warren Christopher (Richard Myers som var USA:s vice försvarschef under Ryans sista år som flygvapenstabschef hade även haft samma befattning något år senare på 1990-talet).
Han var befälhavare för 16:e flygvapnet (16th Air Force) och för Nato:s Allied Air Forces Southern Europe 1994-1996. I den befattningen ledde Ryan Natos flygoperationer över Bosnien-Herzegovina, som bidrog till att Daytonavtalet kunde skrivas under och avsluta Bosnienkriget. Mellan 1996 och 1997 var Ryan chef för United States Air Forces in Europe och Nato-befattningen som befälhavare för Allied Air Forces Central Europe. Han efterträdde general Ronald R. Fogleman, som frivilligt valde att avgå ett år innan hans förordnande tog slut på grund av missnöje med beslut av USA:s försvarsminister William Cohen. 
USA:s president Bill Clinton meddelade nomineringen den 31 juli 1997. Ryan gick i pension i september 2001 och efterträddes som flygvapnets stabschef av John P. Jumper.

## Populärkultur
Som flygvapenstabschef gjorde general Ryan ett cameoframträdande som sig själv i science fiction TV-serien Stargate SG-1:s fjärde säsong, avsnittet Prodigy.